# Strukturkommissionen
Strukturkommissionen var en kommission, der blev nedsat af VK-regeringen 1. oktober 2002 med henblik på at danne grundlag for en politisk beslutning om en ændring af Danmarks politisk-administrative struktur, nærmere bestemt inddelingen og opgavefordelingen mellem landets amter og kommuner. Kommissionen skulle blandt andet vurdere fordelene og ulemperne ved at reducere antallet af folkevalgte niveauer fra tre til to. 
Betænkningen blev fremlagt 9. januar 2004. Den indeholdt tre modeller for den fremtidige struktur:
- Den brede amtsmodel: Stort set uændret opgavefordeling, men færre amter og kommuner.
- Den brede kommunemodel: Kommunerne overtager en række opgaver fra amterne, der dog ikke nedlægges, men reduceres i antal ligesom kommunerne.
- Statsmodellen: Amterne nedlægges, og deres opgaver fordeles mellem staten og kommunerne. Antallet af kommuner reduceres.

I modsætning til mange andre kommissionsbetænkninger indeholdt Strukturkommissionens betænkning ingen anbefaling til politikerne. Det gav anledning til en konflikt internt i kommissionen, der betød, at de tre uafhængige eksperter (Erik Bonnerup, Poul Erik Mouritzen og Jørgen Søndergaard) fik indføjet en mindretalsudtalelse, hvor de ud fra vurderinger af fordele og ulemper anbefaler konkrete forslag til reformer. 
Strukturkommissionens arbejde banede efterfølgende vejen for Strukturreformen.

## Medlemmer af kommissionen
Strukturkommissionen havde følgende sammensætning:
- Johannes Due, adm. direktør for Sygeforsikringen Danmark (formand)
- Erik Bonnerup, direktør
- Kurt E. Christoffersen, kommunaldirektør, Frederiksberg Kommune
- Agnete Gersing, afdelingschef, Finansministeriet
- Peter Gorm Hansen, direktør, KL
- Erik Jacobsen, direktør, Københavns Kommune
- Thorkil Juul, afdelingschef, Indenrigs- og Sundhedsministeriet
- Otto Larsen, direktør, Amtsrådsforeningen
- Poul Erik Mouritzen, professor, Syddansk Universitet
- Per Bremer Rasmussen, finansdirektør, Økonomi- og Erhvervsministeriet
- Johan Reimann, afdelingschef, Justitsministeriet
- Jørgen Søndergaard, direktør, SFI - Det Nationale Forskningscenter for Velfærd